# 3624 Міронов
3624 Міронов (3624 Mironov) — астероїд головного поясу, відкритий 14 жовтня 1982 року.
Тіссеранів параметр щодо Юпітера — 3,539.